# Dolichotarsus livescens
Dolichotarsus livescens là một loài ruồi trong họ Tachinidae.